# Ichneumonosoma heinrichi
Ichneumonosoma heinrichi är en tvåvingeart som beskrevs av Erich Martin Hering 1941. Ichneumonosoma heinrichi ingår i släktet Ichneumonosoma och familjen borrflugor. Inga underarter finns listade i Catalogue of Life.